# Vasile Filip
Vasile Filip (n. 1 martie 1900, Botoșani – d. 24 decembrie 1983, București) a fost un violonist virtuoz, profesor și compozitor român.

## Biografie
S-a născut la data de 1 martie 1900 în Botoșani.
Studiile muzicale le face la Conservatorul din Iași, între 1913-1917, unde îi are ca profesori pe Athanasie Teodorini (vioară), Sofia Teodoreanu (teorie-solfegiu), Enrico Mezzetti (orchestră). Urmează apoi, între 1919-1923, Conservatoire National Superieur de Musique din Paris, cu Jules Boucherit (vioară), Lucien Capet și Max d'Ollone (muzică de cameră). Se perfecționează cu George Enescu.
În 1916 debutează la Iași în cadrul unui recital de vioară, interpretând Concertul nr. 9 de Charles Beriot.
Între 1918-1919 este violonist în Orchestra Simfonică „George Enescu” din Iași, iar între 1919-1923 în Orchestra Gaumont-Palace din Paris.
În 1925 ocupă catedra de vioară a Conservatorului din București, fiind succesiv: profesor suplinitor (până în 1926), profesor provizoriu (1926-1932) și profesor definitiv (1932-1968).
Din repertoriul său concertistic făceau parte Concerte de J. S. Bach, W. A. Mozart, Beethoven, Max Bruch, N. Paganini, J. Brahms, Wieniawski, Sonate de J. S. Bach, Mozart, Beethoven, C. Franck, Enescu, Capricii de Paganini, Zigeunerweisen de P. Sarasate, Meditație din Thais de J. Messenet, Concertul rus de Ed. Lalo ș.a.

## Realizări
A fost un foarte bun pedagog, printre elevii săi numărându-se Grigoraș Dinicu, Ionel Dinicu, Ion Voicu, Alecu Leseanu, Paul Ratz, Ionel Budișteanu, Ștefan Gheorghiu, Dan Podlovschi, Ion Jelescu, Mircea Opreanu, Sandu Mihail, Nicolae Nistor, Petre Lefterescu, Iosif Czengheri, Elvira Stanciu ș.a.
A scris și compus lucrări precum Studii pentru duble coarde (Milano, 1935), Îndrumări metodice privind studiul viorii,  cadențe pentru concerte, piese pentru vioară și pian, Suita românească pentru solo vioară ș.a.
A publicat o lucrare memorialistică autobiografică - Scrisoare deschisă. Din amintirile unor interpreți români.

## Decesul
Moare la data de 24 decembrie 1983 la București, la vârsta de 83 de ani.

## Distincții
- Ordinul Muncii clasa a III-a (20 mai 1955) „cu prilejul împlinirii a 90 de ani de la înființarea Conservatorului de muzică «Ciprian Porumbescu» și pentru merite deosebite în activitatea didactică”[1]